# Michael Dorn
Pour les articles homonymes, voir Dorn.
Michael Dorn, né le 9 décembre 1952 à Luling (Texas), est un acteur américain.
Il est mondialement connu pour son interprétation du Klingon Worf dans la franchise de science-fiction Star Trek (1987-2023).

## Biographie

### Carrière
Michael Dorn est l'acteur ayant joué dans le plus grand nombre d'épisodes de la série et des films de la franchise Star Trek en interprétant toujours le même rôle, celui du Klingon Worf. Il incarne une première fois le personnage en 1987 dans la série Star Trek : La Nouvelle Génération. Il tient le rôle jusqu'à l'arrêt de la série en 1994, soit pour un total de 174 épisodes. Il reprend le rôle dans quatre films en lien avec la série : Star Trek : Générations (1994), Star Trek : Premier Contact (1996), Star Trek : Insurrection et Star Trek : Nemesis (2002),. Parallèlement, il tient le rôle du grand-père de Worf en 1991 dans le film Star Trek 6 : Terre inconnue. De 1995 à 1999, il reprend le rôle de Worf dans 98 épisodes de la série Star Trek : Deep Space Nine.
En 2023, il reprend le personnage dans la troisième saison de Star Trek : Picard.

## Filmographie

### comme acteur

#### Cinéma
- 1976 : Rocky : Apollo Creed's bodyguard
- 1977 : Génération Proteus (Demon Seed) : Bit
- 1977 : CHiPs : Officer Jebediah Turner (1979-1982)
- 1985 : À double tranchant (Jagged Edge) de Richard Marquand : Dan Hislan
- 1991 : Star Trek 6 : Terre inconnue (Star Trek VI: The Undiscovered Country) : Colonel Worf
- 1994 : Galaxy Beat : Voice of The Chief
- 1994 : Star Trek : Générations (Star Trek: Generations) : Lt. / Lt. Commander Worf
- 1995 : Timemaster (en) de James Glickenhaus : Chairman
- 1996 : Menno's Mind (en) de Jon Kroll (en) : Simon, Menno's Friend
- 1996 : Virtual Combat : Virtual Voice of Dante (voix)
- 1996 : Star Trek : Premier Contact (Star Trek: First Contact) : Lt. Commander Worf
- 1998 : Star Trek : Insurrection (Star Trek: Insurrection) : Lt. Cmdr. Worf
- 1999 : The Prophet's Game : Bob Bowman
- 1999 : Hercules: Zero to Hero (en) (vidéo) : Minotaur (voix)
- 2000 : Shadow Hours : Det. Thomas Greenwood
- 2001 : Lessons for an Assassin : Quinn
- 2001 : The Gristle : Tar
- 2001 : Vacances en enfer (Face Value) : Hitman
- 2001 : Mach 2 (en) de Fred Olen Ray : Rodgers
- 2001 : Ali : Black Pilot
- 2002 : Hyper Noël (The Santa Clause 2) : Sandman
- 2002 : Star Trek : Nemesis : Lt. Commander Worf
- 2003 : Les Maîtres du jeu (Shade) : Jack Thornhill
- 2003 : The Interplanetary Surplus Male and Amazon Women of Outer Space (vidéo) : Sam the Bartender
- 2005 : Heart of the Beholder : Lt. Larson
- 2005 : Thru the Moebius Strip (en) : King Tor (voix)
- 2006 : Au-delà des limites (All You've Got) : Fireman Captain Diaz
- 2006 : Super Noël 3 : Méga Givré : Sandman
- 2006 : Fallen Angels : Taylor
- 2007 : Night Skies (en) de Roy Knyrim : Kyle
- 2007 : The Deep Below (en) de Rod Slane : Carl Bennett
- 2007 : Manhattan Samouraï (Fist of the Warrior) : Arnold Denton
- 2015 : Ted 2 de Seth MacFarlane : Rick
- 2016 : The Man from Earth: Holocene : le Dr Gil Parker

#### Télévision
- 1984 : The Hero Who Couldn't Read (TV) : Dr. Bennett
- 1986 : Des jours et des vies (série télévisée) : Jimmy (1986-1987)
- 1987 - 1994 : Star Trek : La Nouvelle Génération (Star Trek : The Next Generation) (série télévisée) : Lieutenant Worf
- 1994 : Aladdin (série télévisée) : Brisbane
- 1995 - 1999 : Star Trek : Deep Space Nine (Star Trek: Deep Space Nine) (série télévisée) : Lt. Cmdr. Worf
- 1995 - 1996 : Gargoyles, les anges de la nuit (série télévisée) : Coldstone and Taurus (voix)
- 1995 : Amanda and the Alien (TV) : Lieutenant Vint
- 1995 : Au-delà du réel : l'aventure continue (The Outer Limits) (série télévisée) : Claridge (épisode 1.16 : Le voyage de retour)
- 1996 : The Savage Dragon (série télévisée) : Additional Voices (voix)
- 1996 : Les Singes de l'espace (Captain Simian & The Space Monkeys) (série télévisée) : Nebula (voix)
- 1996 : Wing Commander Academy (série télévisée) : Alien (voix)
- 1997 - 2000 : Superman: The Animated Series (série télévisée) : John Henry Irons / Steel et Kalibak (voix, 5 épisodes)
- 1997 : Cléo et Chico (Cow and Chicken) (série télévisée) : I. M. Weasel / Additional Voices (voix)
- 1997 : Johnny Bravo (série télévisée) : Narrateur, voix additionnelles
- 1998 : Gargoyles: Brothers Betrayed (vidéo) : Coldstone (voix)
- 1998 : Hercule (Hercules) (série télévisée) : Minotaur (voix)
- 1998 : The Girl Next Door (TV) : Lieutenant Steve Driscoll
- 1999 : Monsieur Belette (I Am Weasel) (série télévisée) : I. M. Weasel / Additional Voices (voix)
- 1999 : Le Caméléon (The Pretender) : Saison 4, épisode 2, Survivre / Col. Lee Dance
- 2002 : Through the Fire (TV) : Michael Collins
- 2003 - 2005 : Justice League : Kalibak (voix, 3 épisodes)
- 2003 : Kim Possible : La Clé du temps (TV) : Rufus 3000 (voix)
- 2005 : Descente en enfer (Descent) (TV) : General Fielding
- 2005 : Duck Dodgers (série télévisée) : Centurian Robot (voix)
- 2006 : Les Codes de l'apocalypse (Shockwave) (A.I. Assault) (TV) : General Buskirk
- 2008 : Heroes : le Président Américain (saison finale)
- 2011 : Castle : le psychiatre de Kate Beckett
- 2011 : Winx Club : Darkar (voix, téléfilm de Nickelodeon)
- 2023 : Super Noël, la série : Sandman

#### Jeux vidéo
- 1993 : Gabriel Knight: Sins of the Fathers : Docteur John
- 1998 : Fallout 2 : le super-mutant Marcus
- 2010 : Fallout New Vegas : le super-mutant Marcus
- 2018 : Lego DC Super-Vilains : Kalibak

### comme réalisateur
- 2002 : Through the Fire (TV)

### comme producteur
- 2004 : Walking on Water

### comme scénariste
- 2002 : Through the Fire (TV)